# 大直民宅塌陷事故
2023年9月7日晚間，臺灣臺北市大直公寓民宅傾斜並坍塌下陷。事故原因普遍認為是鄰近的基泰建設建案連續壁施工失當。3名與工程相關人士涉有重嫌，截至2024年4月，共5人被起訴。

## 背景

### 建案
基泰建設成立於1979年，1996年11月上市（股號2538），為活躍於雙北的建商。
經過附近住戶陳情安全疑慮後，臺北市都市發展局2023年7月6日寄發住戶之公文中，認定：「會勘標的無危害公共安全之虞......建築工程得繼續施工，本局不予列管。」臺北市建築管理工程處處長虞積學對此解釋，住戶陳情時工地尚未開挖，僅有連續壁之施作，且經監造工程師、承造人技師實地勘查，研判問題不顯著——但他亦不排除當時判斷有誤。

### 大直民宅
臺北市中山區大直街94巷1弄公寓民宅，其屋齡普遍超過30、40年。
2023年年初或3月，房屋已發生多種異常跡象，住戶不斷向附近施工建商—基泰建設、聖得福建設—反映及協商，但兩間建商互踢皮球。4、5月住戶兩度向臺北市政府陳情，7月6日之都市發展局公文中認定損害非施工造成。臺北市議員陳怡君、王世堅7月接獲反映後，基泰建設僅派人填補水泥，但問題持續惡化。
2023年9月7日陳怡君下午接獲陳情後至現場蒐證，發現房屋嚴重損毀，包括多處有長且寬的裂縫、一樓大門因房屋傾斜變形、鐵窗因擠壓明顯彎曲、且因龜裂導致之嚴重漏水。

## 塌陷及應變
2023年9月7日晚間8點34分，臺北市警消單位接獲居民反映五六棟民宅發生龜裂、傾斜。警消到場後疏散住戶並管制現場，到場者包括市長蔣萬安、副市長李四川、中山區區長、消防局副局長等。晚間10點49分，一棟民宅的一樓坍塌，使整棟建築物下陷。為避免進一步崩塌，緊急進行灌水、灌漿。當晚疏散25戶居民至鄰近之臺北市私立道明外僑學校，10戶至實踐大學；撤離人數亦由144人擴大為159人。
事故後，道明外僑學校操場及圍牆出現明顯裂縫，8日預防性停課。經過結構技師評估校舍建築物安全後，11日週一復課，操場及遊戲場則仍維持封鎖。事故未造成任何傷亡，一隻在事故中失蹤之寵物貓於10日獲救。
臺北市政府觀光傳播局7日當晚緊急協調9間旅宿安置居民。隨撤離人數擴大，截至8日，共有201戶、454人受到收容安置，分別入住15間旅店。收容規模最大時，464人安置於20間旅館。
經過與3大技師公會討論，9月10日傍晚，市政府宣布雙數號及周邊住戶可返家居住。截至隔天上午，僅38戶登記返家，對此都發局局長王玉芬承諾將召開說明會，由技師公會說明以消解住戶疑慮。

## 後續

### 行政處置
臺北市政府建管處9月8日要求「基泰大直」停工，亦勒令基泰建設、福益營造在臺北市境內全數7處工地停工。對於一度聯絡不上基泰建設管理階層，臺北市市長蔣萬安強硬表示：「在沒有負起任何責任之前，休想在臺北市動任何一個案子。」同日，臺北市政府法務局啟動「重大災害法律扶助機制」，包括成立律師團，以及向法院聲請財產保全程序。
臺北市政府法務局9月9日向台北地院聲請假扣押基泰建設新台幣6195萬9982元，針對市政府處理此案件之所有潛在費用；11日聲請第二波假扣押2億餘元，針對受災戶之損失。法院12、13日分別駁回兩波假扣押聲請，認為基泰建設沒有財務異常亦無隱匿財產之跡象。對此，臺北市政府9月14日表示對於第一波假扣押聲請不會提出抗告，而對於第二波假扣押，若住戶有意提起抗告，相關委任律師費用仍由市府補助。
9月10日下午，基泰建設在證交所召開重大訊息說明會。陳姓董事長宣布辭去董事長一職後即離去。總經理否認神隱的指控，稱自己事故發生時在現場，且正在和受災戶洽談。11日，總經理出席受災戶座談，受訪時批評市政府的第二波假扣押，宣稱已經匯出1億元擔保金至指定帳戶。此說法受到質疑，因為該筆金額實際上匯入之富邦銀行帳戶為基泰建設所有，而非開設於同銀行的指定專戶。12日下午，市政府方證實資金匯入正確戶頭。

### 受損民宅拆除
毀壞民宅拆除之計畫直到9月20日方公布。計畫原定25日拆除奇數號共25戶之兩棟建物，由於基泰建設之拆除計畫被退回修正，24日建管處宣布工程延後一天。拆除工程26日上午展開。原預計工期10天，拆除工程提前至30日完成，並於10月1日完成整地回填。

## 調查
9月9日，台北地檢署啟動偵查，由黑金專組檢察官偵辦；法務部廉政署亦指示臺北市政府政風處調查。9月22日，檢廉發動第二波約談，兵分10路搜索基泰建設等地，並約談王姓建築師、張姓工地主任及基泰邱姓副理等3名被告，全案朝刑法違背建築術成規罪、行使業務登載不實文書等罪嫌偵辦。經過漏夜偵訊，檢察官於9月23日凌晨依行使業務登載不實文書等罪嫌，諭令王姓建築師60萬元交保。基泰大直專案邱姓副理、福益營造張姓工地主任，則均依違反建築術成規致生公共危險罪嫌，分別諭令以新台幣25萬元、10萬元交保。
2024年4月29日，台北地檢署以違背建築術成規及偽造文書罪嫌起訴邱、張、王、基泰專案工程人員劉、基泰規劃服務部專案人員姜共5人。

## 救濟及賠償

### 市政府
臺北市政府社會局向每戶受災戶發放6,000元慰問金，另外動員社福中心社工至安置旅館駐點關懷。
臺北市稅捐稽徵處向房屋受損住戶依毀損程度減半徵收或免除房屋稅。

### 基泰建設
事故發生後，基泰建設承諾向每戶受災戶發放5萬元慰問金。其慰問金夾帶合建同意書的做法引起部分抱怨，對此，基泰建設澄清此舉僅在收集意願，不因此規避賠償責任。

## 影響

### 基泰建設
基泰建設事故發生後發布重大訊息，坦承施工導致民宅損壞，並誓言負責。其股價兩度跌停：9月8日開盤時，立即下跌至新台幣13.35元；11日，再度跌停至12.05元。12日開盤方上漲，高點一度達到12.85元。
2023年9月25日，基泰建設發布重大訊息，代替兩間100%持有股份之子公司公告，董事會授權董事長出售所有「基泰忠孝」大樓。基泰並未說明出售原因，但媒體揣測與塌陷事故所致損失有關。10月4日晚間公告，基泰忠孝以125億元售出予一名「李姓自然人」。買方身分被媒體揭露為桃園建商李承晉。

## 社會反應

### 政治人物
坍塌事故及市政府後續處置受到數名民意代表關注，包括臺北市議員陳怡君、立法委員高嘉瑜。
臺北市議員王世堅9月8日至台北地檢署告發基泰建設涉嫌公共危險罪，11日再追加告發基泰建設董事長陳世銘涉嫌殺人未遂。
立法委員王鴻薇、立法委員參選人羅智強、臺北市議員游淑惠9月9日亦向台北地檢署告發基泰建設涉嫌《刑法》193條：「違反建築技術成規」，她亦宣布組成律師團以服務受災戶。

### 政治獻金
事故發生後，基泰建設給予政治獻金之對象亦引發社會注意。根據監察院政治獻金公開查閱平台，自2022年9月起，共有12名臺北市議員收受其政治獻金，包括國民黨籍之王鴻薇、王欣儀、李芳儒、李柏毅、李傅中武、耿葳、陳重文、陳錦祥、葉林傳、鍾沛君，民進黨籍之王閔生、簡舒培，其中以王鴻薇在年初立法委員補選及2022年競選市議員期間收受兩筆共新台幣30萬元為最多。
由於大直位於王鴻薇之選區，她被部份民進黨政治人物質疑與建商間之關係。她對此聲明自己的監督不因捐獻而減少，批評民進黨以災難操作政治資本以及雙重標準，亦聲稱捐獻來自一名已從商之「媒體前輩」，以基泰建設名義為之，並否認認識公司高層。該聲稱再被民進黨立法委員參選人吳崢質疑違反《政治獻金法》中不得借名捐贈之規定，11日吳崢向監察院告發之。

## 類似事件
- 2025年三重民宅塌陷事故